# Orthosia nubilata
Orthosia nubilata là một loài bướm đêm trong họ Noctuidae.